# Sistema Integrado de Transporte em São Luís
O Sistema Integrado de Transporte (popularmente conhecido como SIT) é o transporte público por ônibus do município de São Luís, capital do estado do Maranhão. Foi criado pela prefeitura municipal em 1996, a partir da inauguração do primeiro terminal de ônibus da cidade. É administrado pela Secretaria Municipal de Trânsito e Transporte (SMTT), com a concessão outorgada a quatro consórcios/empresas privados divididos também em quatro lotes, onde são responsáveis pela manutenção e operação de todo o sistema. Por ser o único meio de transporte de massa da capital, estima-se que cerca de 700 mil pessoas o utilizem diariamente.

## Histórico

### Pré-implantação e primeiros anos
O município de São Luís e as demais localidades da Ilha Upaon-Açu dependem há anos do transporte público, devido ao crescimento desordenado e a centralização da maioria dos serviços na região central da capital. Desde a segunda metade do século XX, os ônibus, e até a década de 1960 os bondes foram os principais meios de locomoção dos habitantes. Até a década de 1990, praticamente todas as localidades da cidade possuíam linhas de ônibus para o Centro, e em muitos bairros o serviço era monopolizado por apenas uma empresa de ônibus.
Em 31 de janeiro de 1996, na gestão da prefeita Conceição Andrade, foi sancionada a lei municipal nº 3430, que deixou sob a responsabilidade da Secretaria Municipal de Transportes Urbanos (SEMTUR) a gestão, fiscalização, operação e execução do transporte público da capital, e a elaboração das linhas de ônibus e contratação das empresas para a operação do serviço. Em 8 de setembro do mesmo ano, foi inaugurado o Terminal da Praia Grande, marco inicial do Sistema Integrado de Transporte, e boa parte das linhas existentes até então foram integradas ao terminal.
A partir de 2004, na gestão do prefeito Tadeu Palácio, começa a expansão do SIT, com a construção de mais quatro terminais de integração e a divisão do sistema em seis áreas operacionais: Praia Grande, São Cristóvão, Distrito Industrial, Cohab-Cohatrac, Cohama-Vinhais e Rio Anil. No fim da década, as linhas semiurbanas passaram a ser integradas ao SIT, e o sistema passou a atender também aos municípios de São José de Ribamar, Paço do Lumiar e Raposa.

### Licitação do sistema

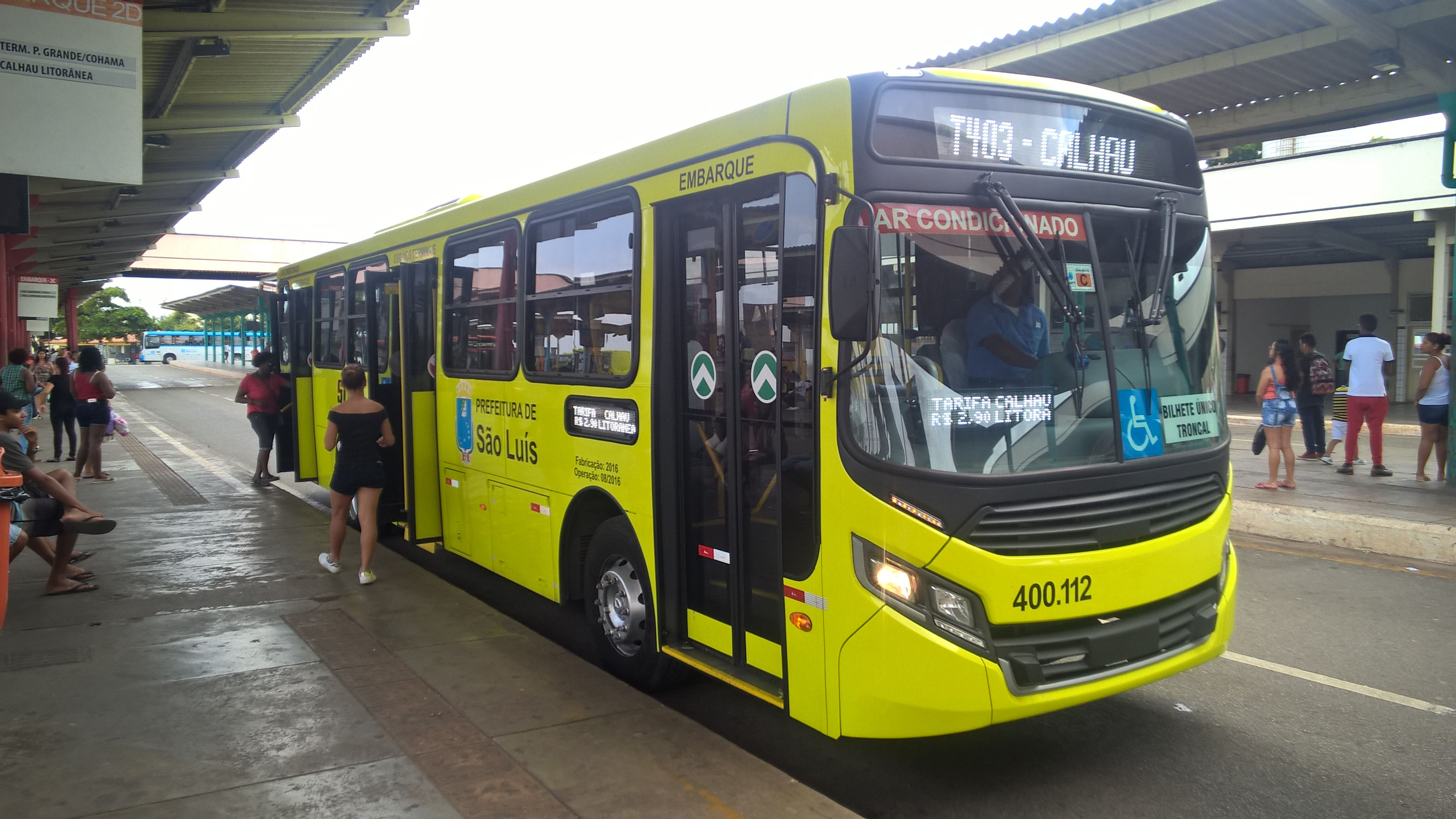
Ônibus da Primor no Terminal Praia Grande, em 2016

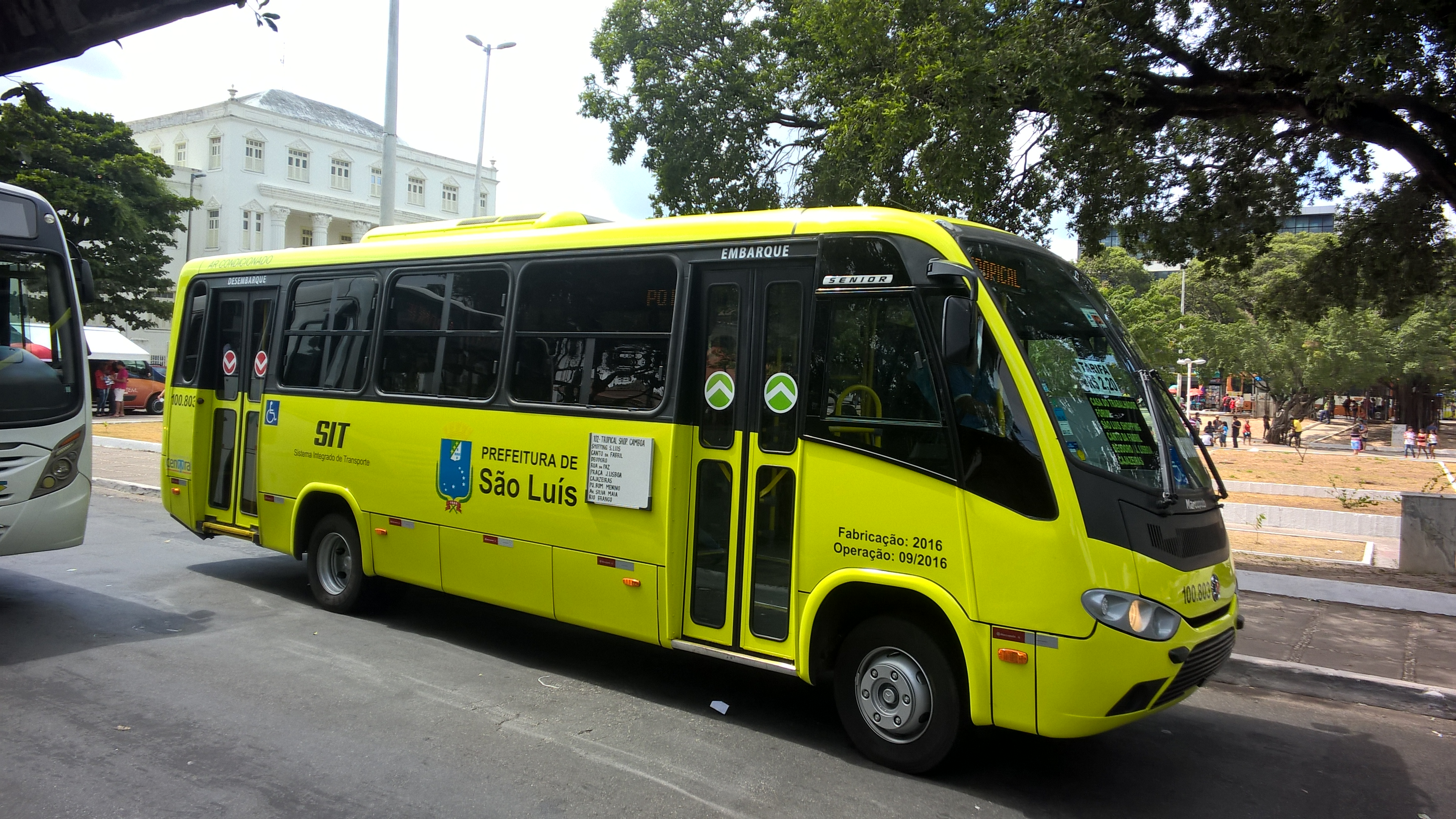
Micro-ônibus da Ratrans em 2016

Inicialmente, todas as empresas de ônibus que operavam até 1996 foram contratadas em caráter emergencial, e haviam planos para uma licitação em no máximo 10 anos, com a data limite em 2006. Porém, isso não ocorreu, e por 20 anos o transporte público ficou sendo operado sem licitação, o que ocasionou aumentos nas tarifas, paralisações, cartelização e outros problemas. Em 7 de julho de 2010, o Ministério Público do Maranhão moveu uma ação civil pública contra a Prefeitura de São Luís, então sob a gestão do prefeito João Castelo, por conta dos reajustes nas tarifas de ônibus. Após firmarem um Termo de Ajustamento de Conduta, ficou prevista uma licitação do sistema em até 180 dias, o que mais uma vez não ocorreu.
Em 2015, na gestão do prefeito Edivaldo Holanda Júnior, a Câmara Municipal aprovou o projeto de Lei Complementar nº 141, que estabeleceu novas normas para a operação do Sistema Integrado de Transporte, bem como a adição de novas especificações, como 100% da frota adaptada para portadores de deficiência física e com ar condicionado, e idade média da frota, que agora passará a ser de 10 anos (12 para ônibus articulados). Em 28 de março de 2016, a prefeitura lançou o edital da concorrência nº 004/2016, que licitava as linhas urbanas do SIT, ao mesmo tempo que as semiurbanas passaram a ficar sob a responsabilidade do Governo do Estado do Maranhão, por meio da Agência Estadual de Mobilidade Urbana e Serviços Públicos (MOB). A licitação foi encerrada em 17 de julho, com a convocação dos 4 consórcios/empresas vencedores para a assinatura dos contratos de concessão. Com isso, o número de empresas que operavam no SIT caiu de 27 para 11.

### Pós licitação
Em 5 de março de 2021, na gestão do prefeito Eduardo Braide, foi criado o Rapidão São Luís, serviço de linhas expressas entre os terminais de integração, e com paradas alternadas ao longo do trajeto. O modelo havia sido planejado ainda em 2002 durante os esboços do sistema tronco-alimentador que surgiu com a construção dos novos terminais, mas nunca chegou a ser implantado, e é similar ao Expresso Metropolitano, implantado pela MOB nas linhas semiurbanas.

## Características

### Divisão das linhas
O SIT possui atualmente 168 linhas de ônibus, onde operam 912 veículos. A tarifa atual é de R$ 4,20, valendo para as 156 linhas que circulam nos terminais de integração. As 12 linhas não integradas, que operam na região central da cidade e na área Itaqui-Bacanga, possuem tarifa de R$ 3,70.
As linhas de ônibus atualmente são divididas desta forma:
- Troncais - Linhas que utilizam o prefixo "T", ligam os principais bairros e o Centro através das vias mais importantes da cidade, e são integradas em um ou mais terminais de integração.
- Alimentadoras - Linhas que utilizam o prefixo "A", ligam os bairros apenas a terminais próximos. Algumas tem como ponto final o próprio terminal, ao invés do bairro.
- Circulares - Linhas que utilizam o prefixo "C", que possuem um trajeto de ida diferente da volta. Um exemplo de linha circular é a 080.

Outras classificações existiam anteriormente e foram descontinuadas:
- Remanescentes - Linhas que utilizam o prefixo "R", que não são integradas e em sua maioria eram existentes antes da criação do SIT. Existem atualmente 30 linhas de ônibus nesta condição (desconsiderando as integradas), e até 2016, apenas a linha 901 utilizava esse prefixo
- Executivas - Linhas que utilizam o prefixo "E", logo após sua numeração. Possuíam caráter expresso, e portanto, não eram integradas. Foi abolido em 2016, e as três linhas que existiam na época tornaram-se convencionais.

### Pintura dos ônibus

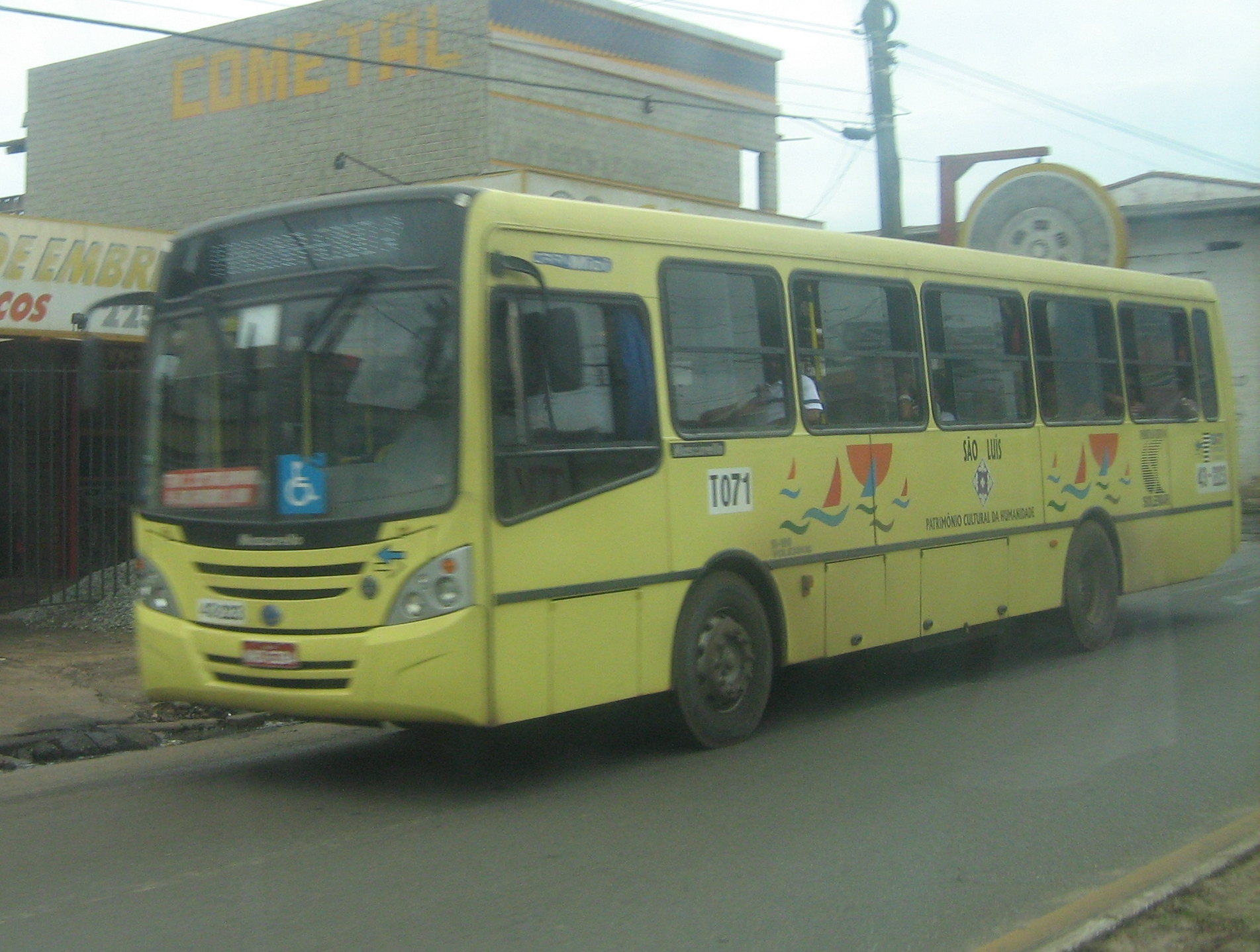
Ônibus da Solemar com a pintura do Consórcio São Cristóvão, usada entre 2004 e 2015

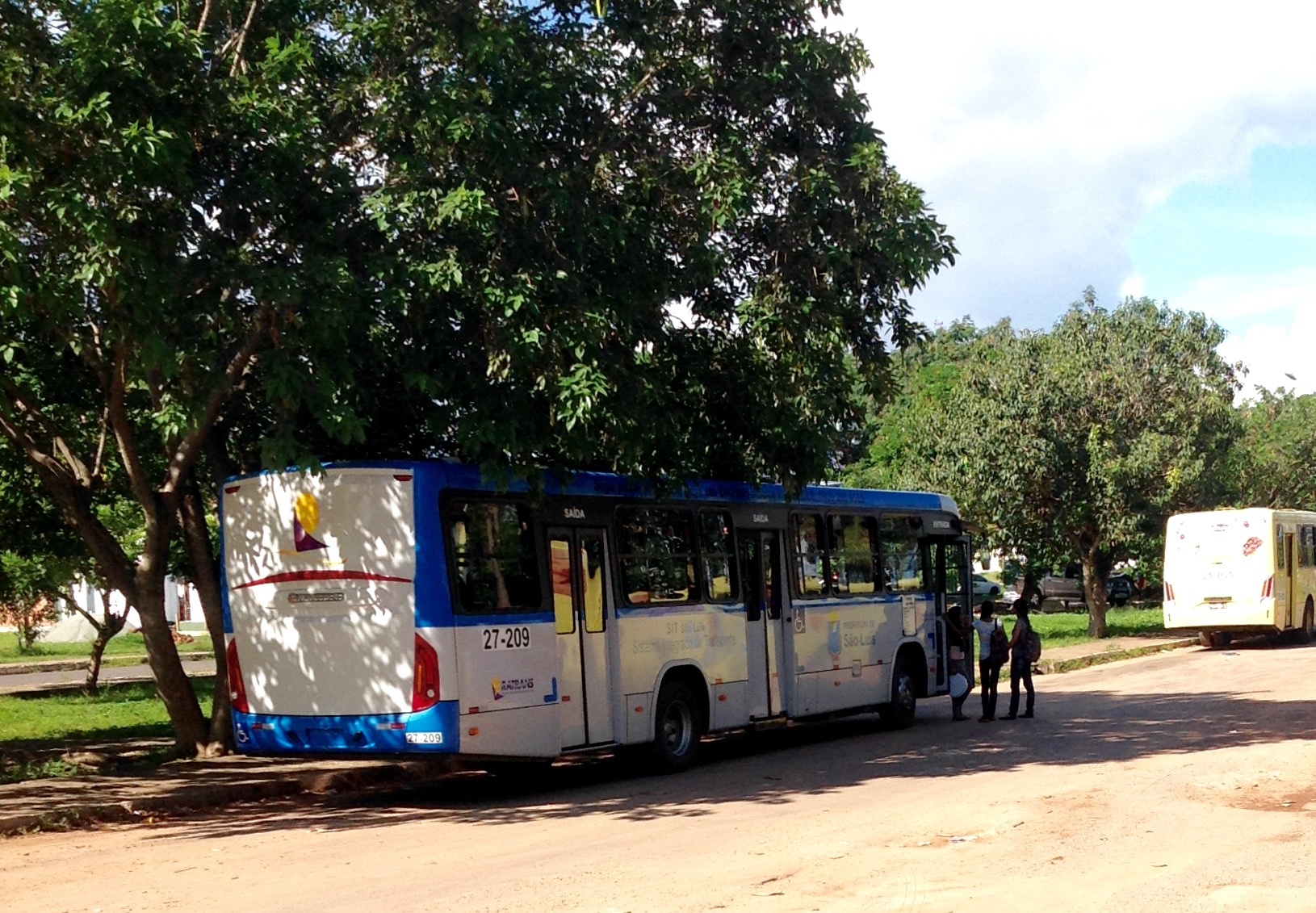
Ônibus da Ratrans com a pintura adotada entre 2015 e 2016

Antes da implantação do SIT, cada empresa de ônibus possuía uma pintura própria para seus veículos, que variavam entre cores personalizadas, "saia e blusa" ou monocromáticas. Em 1996, os primeiros ônibus foram pintados com a cor padrão do sistema, que era branca, com uma faixa amarela acima das portas e janelas e outra grená na parte inferior (exceto os para-choques, que eram amarelos). O espaço branco, além do prefixo e do nome da empresa, possuía a inscrição "Integração", com o antigo logo do SIT.
A partir de 2004, com a construção dos quatro novos terminais de integração, essa pintura foi substituída por outras cinco com as cores referentes a cada terminal: Laranja e branco para o Terminal Praia Grande, amarelo para o Terminal São Cristóvão, azul claro para o Terminal Distrito Industrial, verde para o Terminal Cohab-Cohatrac e vermelho para o Terminal Cohama-Vinhais. Linhas que faziam parte do Consórcio Rio Anil, possuíam ônibus na cor branca, e as linhas semi-urbanas que foram inseridas no sistema no fim da década de 2000 possuíam a cor azul escuro (São José de Ribamar e Paço do Lumiar) e cinza (Raposa).
Em 28 de outubro de 2015, pouco antes da licitação do sistema, a SMTT decidiu novamente modificar a pintura dos ônibus da cidade, visto que com o passar dos anos várias empresas haviam colocado ônibus de pinturas diferentes em linhas que não correspondiam ao terminal onde passavam, mas sim a área onde atuavam. Com isso, foi desenvolvida uma pintura única nas cores azul e cinza. Em 13 de julho de 2016, porém, novamente a pintura foi alterada, desta vez para uma na cor amarela citrus, com os caracteres em preto. E o prefixo, que antes obedecia a uma sequência de 5 números (XX-XXX), passou a ter uma de 6 números (XXX-XXX). A nova pintura não permite a identificação das empresas pelo usuário.

### Bilhetagem
Antes da digitalização da bilhetagem, os usuários podiam comprar passe escolar e vale-transporte autorizados pelo Sindicato das Empresas de Transporte de São Luís em vários pontos de venda. A bilhetagem foi digitalizada a partir de 2006, quando os primeiros validadores começaram a ser instalados nos ônibus. A partir de 2014, esses validadores foram substituídos por novos com biometria facial para a prevenção de fraudes no sistema.
Atualmente, os tipos de cartão de transporte utilizados na bilhetagem do SIT são estes:
- Cartão Criança - Foi instituído em 8 de agosto de 2016, e é oferecido para crianças de 4 a 7 anos de idade (podendo ser utilizado até os 8 anos de idade), com base na lei de gratuidade para menores de 7 anos, evitando que os mesmos pulem ou passem por baixo da catraca para utilizar o ônibus.[17]
- Meia Passagem / Cartão Estudantil - Foi instituído em 28 de setembro de 1979 pelo prefeito Mauro Fecury, após as manifestações da Greve da Meia Passagem. É oferecido para estudantes do ensino fundamental, médio e superior a partir do cadastro enviado pelas instituições onde se matricularam. Além do direito a meia-passagem, o portador tem direito a meia-entrada em eventos que disponibilizam esta opção.
- Vale-transporte - É oferecido pelas empresas aos empregados para cobrir a despesa de deslocamento ao trabalho, mediante o encargo aprovado na década de 1980 pelo Ministério dos Transportes. Pode ser retirado no SET assim como os antigos vales impressos de antes da bilhetagem eletrônica, mediante a apresentação do RG e do CPF. Em 2019, o serviço de emissão dos cartões foi estendido aos terminais de integração e aos postos de atendimento do Viva Cidadão/Procon para o público em geral.[18]
- Passe Livre / Idoso - É oferecido para pessoas portadoras de deficiência física ou com mais de 60 anos, assegurando a estes a gratuidade no transporte público. No caso do Passe Livre, o usuário deve se submeter a uma avaliação médica para obter o benefício.

Os cartões de Meia Passagem, Estudantil e Vale-transporte são recarregáveis em qualquer terminal de integração e nas sedes do Sindicato das Empresas de Transportes (SET) e Central Estudantil (CES), além de outros pontos espalhados pela cidade. Em 4 de agosto de 2015, foi implantada a recarga embarcada, onde o usuário pode comprar os créditos via internet e pagar o boleto bancário, com o saldo sendo debitado a partir da próxima utilização do cartão nos validadores dos ônibus ou dos terminais. E em 22 de outubro de 2019, os usuários também passaram a dispor do RecargaPay, aplicativo móvel que possibilita a recarga através do celular, utilizando um cartão de crédito, bem como a revenda com outras modalidades de pagamento.

#### Bilhete Único
O Bilhete Único foi implantado em 14 de dezembro de 2015. Funciona como uma forma de baldeação entre linhas de ônibus com tarifa de R$ 4,20 sem a necessidade de utilizar os terminais de integração. Inicialmente, o passageiro poderia pegar um veículo, pagar a passagem, descer e pegar outro no mesmo sentido em no máximo 1h30 (45 minutos em linhas alimentadoras). Atualmente, o tempo é de duas horas para linhas troncais e uma hora para linhas alimentadoras. Caso pegue outro ônibus, mas em sentido oposto, verá esse tempo cair pela metade. O usuário de vale-transporte que compartilhar o uso do cartão em ônibus diferentes só poderá deixar de pagar uma passagem a cada vez que fizer baldeação.

## Lotes operacionais e empresas/consórcios

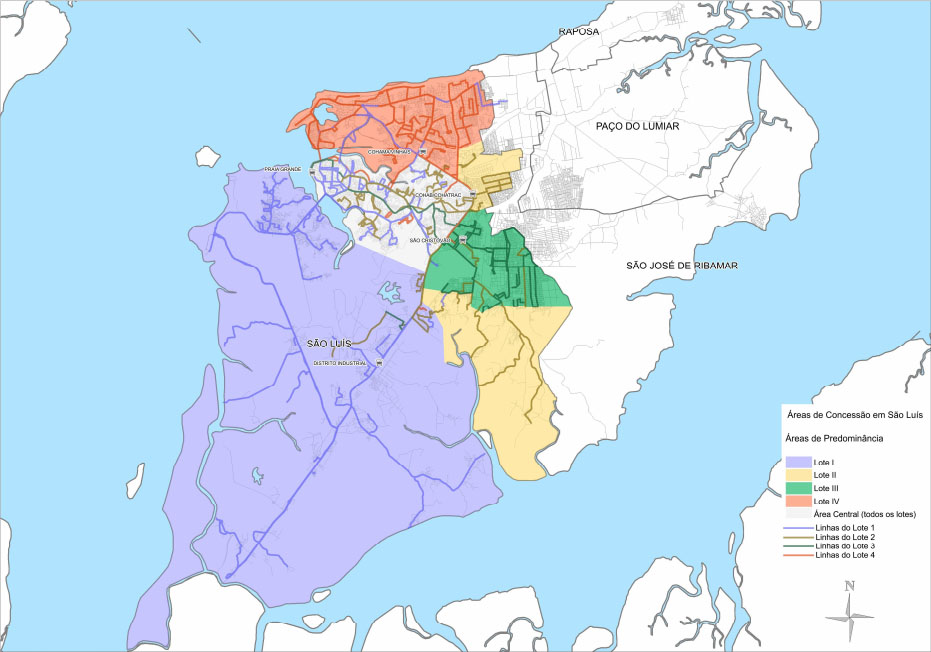
Mapa do SIT com a divisão dos lotes operacionais e traçado das linhas, em março de 2016. A área em branco delimita a região central, com linhas dos quatro lotes

Após a licitação do transporte público em 2016, o SIT ficou dividido em quatro lotes operacionais, onde operam 11 empresas divididas em 4 consórcios (com exceção do Lote 4, que é de apenas uma empresa). Todos os lotes possuem linhas que operam na região central da cidade, que anteriormente eram do Consórcio Rio Anil.

### Lote 1 - Consórcio Central
| Nome fantasia  | Razão social                          | Prefixo (100-XXX) |
| -------------- | ------------------------------------- | ----------------- |
| Viação Estrela | Viação Estrela Ltda.                  | 001 ao 499        |
| Ratrans        | Rio Anil Transporte e Logística Ltda. | 500 ao 999        |

O Lote 1 é em sua maioria composto por linhas integradas aos terminais do Distrito Industrial e Praia Grande. Ele cobre a área Itaqui-Bacanga, na margem esquerda do Rio Bacanga, onde reside boa parte da população ludovicense e também onde ficam os portos da cidade, como o Itaqui e a Ponta da Madeira, fundamentais para a economia e exportação maranhense, além de empresas como a Companhia Vale e também a Universidade Federal do Maranhão. Também cobre a zona rural, onde a população é usuária cativa dos ônibus e onde ficam também várias fábricas e indústrias do município, como a Alumar.
| Linha | Nome                                                       | Integrado | Veículos |
| ----- | ---------------------------------------------------------- | --------- | -------- |
| T005  | Pedrinhas / Terminal Praia Grande                          | Sim       | 2        |
| T012  | Vila Nova República / Rodoviária                           | Sim       | 2        |
| T015  | Porto Grande / Terminal Praia Grande                       | Sim       | 2        |
| T016  | Vila Maranhão / Terminal Praia Grande                      | Sim       | 2        |
| T019  | Cajueiro / Terminal Praia Grande                           | Sim       | 1        |
| T028  | Rio dos Cachorros / Terminal Praia Grande                  | Sim       | 3        |
| T031  | Estiva / Mercado Central                                   | Sim       | 6        |
| T032  | Coqueiro / Mercado Central                                 | Sim       | 6        |
| T033  | Amendoeiras / Morada do Sol / Terminal Praia Grande        | Sim       | 3        |
| T034  | Quebra Pote / João Paulo                                   | Sim       | 7        |
| T036  | Maracanã / Terminal Praia Grande via Terminal Distrito     | Sim       | 5        |
| T037  | Vila Sarney / Rodoviária                                   | Sim       | 5        |
| T039  | Vila Sarney / Africanos                                    | Sim       | 1        |
| T057  | Bequimão / Ipase                                           | Sim       | 8        |
| T058  | Bequimão / São Francisco                                   | Sim       | 9        |
| C080  | Rodoviária / São Francisco                                 | Sim       | 9        |
| 202   | Caratatiua / Rua da Paz                                    | Não       | 4        |
| 205   | Bom Milagre / Rua da Paz                                   | Não       | 2        |
| 206   | Liberdade / Deodoro                                        | Não       | 3        |
| 301   | Sá Viana / Deodoro                                         | Não       | 4        |
| T302  | Itaqui / Terminal Praia Grande                             | Sim       | 2        |
| T303  | Anjo da Guarda / Terminal Praia Grande / Deodoro           | Sim       | 4        |
| T304  | Fumacê / Terminal Praia Grande / Deodoro                   | Sim       | 4        |
| A306  | Luiz Bacelar / Terminal Praia Grande                       | Sim       | 1        |
| T307  | Alto da Esperança / Terminal Praia Grande / Deodoro        | Sim       | 7        |
| T309  | Vila Isabel / Terminal Praia Grande / Deodoro              | Sim       | 2        |
| T310  | Gancharia / Terminal Praia Grande / Deodoro                | Sim       | 5        |
| A311  | Campus / Terminal Praia Grande                             | Sim       | 7        |
| T312  | Gapara / Deodoro / Terminal Praia Grande                   | Sim       | 6        |
| T313  | Tamancão / Terminal Praia Grande / Deodoro                 | Sim       | 2        |
| 314   | Vila Embratel / Deodoro                                    | Não       | 4        |
| A316  | Vila São Luís / Terminal Praia Grande                      | Sim       | 2        |
| T320  | Residencial Paraíso / Bandeira Tribuzi / Tropical Shopping | Sim       | 9        |
| A321  | Sá Viana / Terminal Praia Grande                           | Sim       | 1        |
| T324  | Vila Nova / Sol Nascente / Terminal Praia Grande / Deodoro | Sim       | 1        |
| T325  | Ilha da Paz / Vila Ariri / Terminal Praia Grande / Deodoro | Sim       | 6        |
| A327  | Residencial Piancó / Terminal Praia Grande                 | Sim       | 1        |
| A328  | Residencial Paraíso / Terminal Praia Grande                | Sim       | 2        |
| T329  | Maracanã / Terminal Praia Grande via Bacanga               | Sim       | 2        |
| A331  | Arraial / Terminal Distrito Industrial                     | Sim       | 1        |
| A332  | Itapera / Terminal Distrito Industrial                     | Sim       | 1        |
| A333  | Igaraú / Terminal Distrito                                 | Sim       | 2        |
| A334  | Estiva / Terminal Distrito Industrial                      | Sim       | 1        |
| A335  | Rio Grande / Terminal Distrito Industrial                  | Sim       | 1        |
| A336  | Maracujá / Terminal Distrito Industrial                    | Sim       | 1        |
| A338  | Coqueiro / Terminal Distrito Industrial                    | Sim       | 1        |
| T337  | Vila Collier / Terminal Praia Grande                       | Sim       | 1        |
| A339  | Tinaí / Cinturão Verde / Terminal Distrito                 | Sim       | 1        |
| A341  | Morada do Sol / Amendoeiras / Terminal Distrito Industrial | Sim       | 5        |
| A342  | Quebra Pote / Terminal Distrito Industrial                 | Sim       | 1        |
| T343  | Terminal Distrito / Vila Collier / Terminal Praia Grande   | Sim       | 1        |
| A344  | Argola e Tambor / Terminal Praia Grande                    | Sim       | 1        |
| T408  | Vila Nova / Calhau                                         | Sim       | 8        |
| T504  | Pão de Açúcar / Terminal Praia Grande                      | Sim       | 4        |
| A556  | Santa Cruz / Bequimão / Terminal Cohama                    | Sim       | 2        |
| A601  | Coroadinho / Terminal Praia Grande                         | Sim       | 4        |
| 604   | Santo Antônio / Deodoro                                    | Não       | 5        |
| T605  | Vera Cruz / Deodoro / Terminal Praia Grande                | Sim       | 4        |
| T609  | Parque Timbira / Bom Jesus / Terminal Praia Grande         | Sim       | 4        |
| 612   | Coroadinho / Bom Jesus                                     | Não       | 10       |
| A615  | Bom Jesus / Primavera / Terminal Praia Grande              | Sim       | 3        |
| 617   | Coroadinho / Vila Conceição                                | Não       | 4        |
| A671  | Tibiri / Terminal São Cristóvão                            | Sim       | 3        |
| A711  | Vila Luizão / Terminal Cohama                              | Sim       | 2        |
| T720  | Vila Luizão / Holandeses                                   | Sim       | 5        |
| A893  | Vila Luizão / Terminal Cohab                               | Sim       | 3        |

### Lote 2 - Consórcio Via SL
| Nome fantasia | Razão social                                     | Prefixo (200-XXX) |
| ------------- | ------------------------------------------------ | ----------------- |
| São Miguel    | Transporte Urbano São Miguel de Uberlândia Ltda. | 001 ao 999        |
| Rei de França | Expresso Rei de França Ltda.                     | 001 ao 999        |

| Linha | Nome                                                      | Integrado | Veículos |
| ----- | --------------------------------------------------------- | --------- | -------- |
| T020  | Vila Itamar / Rodoviária / João Paulo                     | Sim       | 3        |
| T035  | Residencial Ribeira / Ipase via Terminais / Deodoro       | Sim       | 8        |
| T038  | Residencial Ribeira / Detran / João Paulo / São Francisco | Sim       | 7        |
| T073  | Tibiri / João Paulo                                       | Sim       | 4        |
| T081  | Cohatrac / Rodoviária                                     | Sim       | 11       |
| T082  | Cohatrac III / Ipase / Deodoro                            | Sim       | 5        |
| T083  | Cohatrac / Bandeira Tribuzi / Deodoro                     | Sim       | 9        |
| T084  | Cohatrac IV / João Paulo                                  | Sim       | 5        |
| T086  | Cohatrac / São Francisco                                  | Sim       | 10       |
| C087  | Circular I / Cohatrac / São Francisco / João Paulo        | Sim       | 5        |
| C088  | Circular II / Cohatrac / João Paulo / São Francisco       | Sim       | 6        |
| A095  | Forquilha / Chácara Itapiracó / Terminal Cohab            | Sim       | 1        |
| T207  | Bairro de Fátima / Parque Amazonas                        | Sim       | 3        |
| T209  | Parque dos Nobres / Kennedy                               | Sim       | 2        |
| T215  | Cohatrac (CORUJÃO)                                        | Sim       | 1        |
| A350  | Residencial Ribeira / Terminal Distrito Industrial        | Sim       | 1        |
| T440  | Rapidão Residencial Ribeira / Terminal Praia Grande       | Sim       | 2        |
| T501  | Angelim / Terminal Praia Grande                           | Sim       | 4        |
| A554  | Pedra Caída / Terminal Cohama via Cruzeiro do Anil        | Sim       | 2        |
| 608   | Vila Palmeira / Deodoro                                   | Não       | 4        |
| 610   | CEMA / DETRAN / João Paulo                                | Não       | 3        |
| 611   | Circular Radional                                         | Não       | 3        |
| T621  | Vila dos Nobres / Jomar Moraes / Terminal Praia Grande    | Sim       | 4        |
| A673  | Recanto Verde / Terminal Cohab                            | Sim       | 2        |
| A696  | Vila Esperança / Terminal São Cristóvão / Terminal Cohab  | Sim       | 2        |
| T703  | Ipem Turu / Alemanha                                      | Sim       | 3        |
| T814  | Piquizeiro / Alemanha                                     | Sim       | 4        |
| A891  | Isabel Cafeteira / Terminal Cohab                         | Sim       | 1        |
| A897  | Ipem Turu / Terminal Cohab                                | Sim       | 1        |
| 913   | Vila Lobão / João Paulo / Deodoro                         | Não       | 2        |

* - Algumas linhas tiveram intervenção temporária da SMTT
O Lote 2 é composto em sua maioria por linhas que integram o terminal Cohab-Cohatrac. Cobre a área onde foram erguidos alguns do primeiros conjuntos habitacionais da cidade, e que hoje são bairros da classe média com relativa atividade comercial no município. Cobre também áreas no sul do município próximas ao Aeroporto Internacional de São Luís e também povoados da Zona Rural localizados próximo a margem da Baía de São José.

### Lote 3 - Consórcio Upaon-Açú
| Nome fantasia                                                                                                  | Razão social                                        | Prefixo (300-XXX) |
| --- | --------------------------------------------------- | ----------------- |
| Patrol | Patrol Transporte, Construção e Terraplenagem Ltda. | 100 ao 199        |
| Viper | Viper Transporte e Turismo Ltda.                    | 200 ao 299        |
| Rio Negro | Expresso Rio Negro Ltda.                            | 400 ao 499        |
| Marina / Speed Car                                                                                             | Transporte Marina Ltda.                             | 500 ao 599        |
| Matos | Autoviária Matos Ltda.                              | 600 ao 699        |
| São Benedito / Planeta                                                                                         | Empresa São Benedito Ltda.                          | 700 ao 799        |
| *Aroeiras | Viação Aroeiras Ltda.                               | 800 ao 899        |
| Seta | Seta Transportes Ltda.                              | 900 ao 999        |
| Em vermelho, empresas com a operação terceirizada pelo consórcio e que não possuem contrato firmado com a SMTT |                                                     |                   |

*- A Viação Aroeiras encerrou as operações em agosto de 2023
O Lote 3 é composto em sua maioria por linhas que integram o terminal São Cristóvão. Cobre uma área onde reside a maior parte da população do município, onde surgiram vários conjuntos habitacionais na década de 1980 e é bastante conurbada com bairros do município de São José de Ribamar. É onde fica também a Universidade Estadual do Maranhão.
| Linha | Nome                                                         | Integrado | Veículos |
| ----- | ------------------------------------------------------------ | --------- | -------- |
| T042  | Cidade Olímpica 02 / São Francisco / Bandeira Tribuzi        | Sim       | 6        |
| T047  | Cidade Olímpica 02 / Ipase                                   | Sim       | 6        |
| T049  | Cidade Olímpica 02 / Rodoviária                              | Sim       | 5        |
| T060  | São Bernardo / João de Deus                                  | Sim       | 5        |
| T061  | Santa Clara / João Paulo                                     | Sim       | 13       |
| T062  | Socorrão II / Rodoviária                                     | Sim       | 22       |
| T065  | São Raimundo / Bandeira Tribuzi                              | Sim       | 25       |
| T066  | São Raimundo / Rodoviária                                    | Sim       | 5        |
| T067  | São Raimundo / João Paulo                                    | Sim       | 2        |
| T070  | UEMA / Ipase                                                 | Sim       | 17       |
| T071  | Janaína Riod / Africanos                                     | Sim       | 13       |
| T072  | Cidade Operária 205 / São Francisco                          | Sim       | 5        |
| T074  | Vila Esperança / Rodoviária                                  | Sim       | 2        |
| T075  | José Reinaldo Tavares / Jardim América / Rodoviária          | Sim       | 12       |
| T076  | São Raimundo / São Francisco                                 | Sim       | 6        |
| T077  | Cidade Olímpica 01 / São Francisco / Bandeira Tribuzi        | Sim       | 12       |
| T078  | Cidade Olímpica 01 / Ipase                                   | Sim       | 13       |
| T079  | Cidade Olímpica 01 / Rodoviária                              | Sim       | 6        |
| T345  | Santa Clara (CORUJÃO)                                        | Sim       | 1        |
| T365  | São Raimundo (CORUJÃO)                                       | Sim       | 1        |
| A661  | Janaína / Terminal São Cristóvão                             | Sim       | 1        |
| A663  | Vila Cascavel / Terminal São Cristóvão                       | Sim       | 1        |
| A666  | Cidade Olímpica / Terminal São Cristóvão                     | Sim       | 2        |
| A667  | Parque dos Sabiás / Terminal São Cristóvão                   | Sim       | 1        |
| A669  | Alexandra Tavares / Terminal São Cristóvão                   | Sim       | 1        |
| A674  | Cajupe / Terminal São Cristóvão                              | Sim       | 1        |
| A676  | Santa Bárbara / Terminal São Cristóvão                       | Sim       | 1        |
| A677  | Mato Grosso / Tajipuru / Terminal São Cristóvão              | Sim       | 1        |
| A679  | Tajaçuaba / Terminal São Cristóvão via Santa Bárbara         | Sim       | 1        |
| A681  | Cajupary / Residencial Nova Vida / Terminal São Cristóvão    | Sim       | 1        |
| A682  | Vila Vitória / Terminal São Cristóvão                        | Sim       | 1        |
| A684  | Santa Clara / Terminal São Cristóvão                         | Sim       | 1        |
| A685  | Residencial Nestor / Terminal São Cristóvão                  | Sim       | 1        |
| A688  | Residencial Tiradentes / Terminal São Cristóvão              | Sim       | 1        |
| A691  | Residencial Valean / Terminal São Cristóvão                  | Sim       | 1        |
| A692  | Residencial Ivaldo Rodrigues / Terminal São Cristóvão        | Sim       | 1        |
| A693  | Terminal São Cristóvão / Terminal Distrito                   | Sim       | 2        |
| A694  | Village dos Jasmins / Eco Tajaçuaba / Terminal São Cristóvão | Sim       | 1        |
| A697  | Recanto dos Pássaros / Terminal São Cristóvão                | Sim       | 1        |
| A699  | Vila Aparecida / Terminal São Cristóvão / Terminal Cohab     | Sim       | 1        |
| T907  | Cidade Operária / Socorrão II / Rodoviária                   | Sim       | 1        |

### Lote 4 - Viação Primor
| Nome fantasia | Razão social        | Prefixo (400-XXX) |
| ------------- | ------------------- | ----------------- |
| Primor        | Viação Primor Ltda. | 001 ao 999        |

O Lote 4 é composto em sua maioria por linhas que integram o terminal Cohama-Vinhais. Cobre a área nobre da cidade, onde se localizam residências e condomínios de luxo, além do centro financeiro da cidade, nos bairros Renascença e São Francisco. As praias do município também ficam nessa região, além de boa parte das áreas de lazer como casas de shows, casas noturnas, shoppings, parques, bares e restaurantes.
| Linha | Nome                                                      | Integrado | Veículos |
| ----- | --------------------------------------------------------- | --------- | -------- |
| T023  | Vila Funil / Bandeira Tribuzi                             | Sim       | 3        |
| T051  | Cohama / São Cristóvão / Holandeses                       | Sim       | 15       |
| T052  | Cohama                                                    | Sim       | 6        |
| T053  | Vinhais / Ipase                                           | Sim       | 7        |
| T054  | Vicente Fialho                                            | Sim       | 10       |
| T056  | Santa Rosa / São Francisco                                | Sim       | 9        |
| T059  | Divineia / Shopping São Luís                              | Sim       | 12       |
| T090  | Terminais / BR-135                                        | Sim       | 21       |
| T092  | Habitacional Turu                                         | Sim       | 7        |
| A401  | Península / Terminal Praia Grande                         | Sim       | 4        |
| T402  | Terminal Cohama / Ponta d'Areia                           | Sim       | 3        |
| T403  | Calhau / Litorânea                                        | Sim       | 13       |
| T406  | Alto do Calhau / São Francisco                            | Sim       | 5        |
| T407  | Calhau / Bandeira Tribuzi                                 | Sim       | 3        |
| A409  | Península / Terminal Cohama                               | Sim       | 3        |
| T410  | Rapidão Olho d'Água via Litorânea / Terminal Praia Grande | Sim       | 1        |
| T450  | Rapidão Terminal Cohama / Holandeses                      | Sim       | 2        |
| T506  | Vinhais / São Francisco                                   | Sim       | 7        |
| T551  | Alto do Angelim / São Francisco / Ipase                   | Sim       | 3        |
| A552  | Residencial Primavera / Terminal Cohama                   | Sim       | 3        |
| A553  | Recanto Fialho / Jardim Eudorado / Terminal Cohama        | Sim       | 2        |
| A555  | Recanto dos Vinhais / Terminal Cohama                     | Sim       | 3        |
| A557  | Aririzal / Vila Cruzado / Terminal Cohama                 | Sim       | 2        |
| A558  | Vivendas do Turu / Terminal Cohama                        | Sim       | 2        |
| A580  | Turu / Terminal Cohama                                    | Sim       | 4        |
| A607  | Coheb / Cerâmica / Terminal Cohama                        | Sim       | 3        |
| T613  | Coheb / Filipinho / Terminal Praia Grande                 | Sim       | 3        |
| T701  | Olho d'Água / João Paulo                                  | Sim       | 4        |
| T705  | Sol e Mar                                                 | Sim       | 4        |
| T706  | Divineia / João Paulo                                     | Sim       | 4        |
| A886  | Habitacional Turu / Terminal Cohab                        | Sim       | 4        |

### Antigas empresas
- Auto Viação Dois Irmãos
- Autoviária Menino Jesus de Praga
- Autoviária São Gabriel
- CETRACOL - Ceará Transportes Coletivos Ltda.
- Cisne Branco Turismo
- Dois Amigos Transportes
- Empresa Araçagi
- Empresa Gonçalves (substituída pela Ratrans)
- Empresa Rio Claro
- Empresa Roma
- Empresa Santo Antônio
- Empresa São Luís / Transporte Útil
- Empresa São Marcos
- ETUR
- Expresso 2000 / MIP Transportes
- Expresso Açailândia
- Expresso Rodoviário 1001 (substituída pela São Miguel)
- Expresso Tapajós (substituída pela Rio Negro)
- G.G. Expresso
- Gemalog Transporte e Logística
- Solemar Expresso (substituída pela Rei de França)
- Taguatur
- Trans Luminense
- Trans Premium
- Trans Requinte / Araújo Transportes
- Transmil
- Transportes Coletivos Maranhense
- Transportes Coletivos Santa Clara
- União Transportes / Transportes Joselya
- Viação Aroeiras
- VCL - Viação Corisco Ltda.
- Viação da Hora
- Viação Julle
- Viação Moraújo (substituída pela Aroeiras)
- Viação Norte Brasileiro
- Viação Ipanema
- Viação Pelé (substituída pela Patrol)
- Viação Pericumã (substituída pela Viper)
- Viação Litoral
- Viatur

## Terminais de integração
- Terminal Praia Grande (Lote 1)
- Terminal Distrito Industrial (Lote 1)
- Terminal Cohab-Cohatrac (Lote 2)
- Terminal São Cristóvão (Lote 3)
- Terminal Cohama-Vinhais (Lote 4)